# Râul Arinoasa
Râul Arinoasa este un curs de apă, afluent al râului Albuia. 